# أندرو فاريل
أندرو فاريل (2 أبريل 1992 بلويفيل في الولايات المتحدة - ) هو لاعب كرة قدم أمريكي في مركز الدفاع. لعب مع نيو إنجلاند ريفولوشن وIMG Academy Bradenton ‏ وDerby City Rovers ‏.

## وصلات خارجية
- أندرو فاريل على موقع الدوري الأمريكي (الإنجليزية)
- أندرو فاريل على موقع قاعدة بيانات كرة القدم.إي يو (الإنجليزية)
- أندرو فاريل على موقع Soccerbase.com (لاعب) (الإنجليزية)
- أندرو فاريل على موقع Soccerway.com (الإنجليزية)
- أندرو فاريل على موقع عالم كرة القدم.نت (الإنجليزية)
- أندرو فاريل على موقع AS.com (الإسبانية)